# Harriet Hageman
Harriet Maxine Hageman (Fort Laramie, Wyoming; 18 de octubre de 1962) es una abogada y política republicana estadounidense, miembro de la Cámara de Representantes de los Estados Unidos en representación del  distrito congresional at-large de Wyoming. Fue respaldada por el expresidente Donald Trump y derrotó a la titular Liz Cheney, una crítica de Trump, por una victoria aplastante en las primarias republicanas de 2022 y obtuvo más del doble de votos que Cheney. Anteriormente, fue candidata para las elecciones a gobernador de Wyoming de 2018, quedando en tercer lugar en las primarias republicanas.

## Biografía

### Primeros años y educación
Nació y creció en un rancho en las afueras de Fort Laramie, Wyoming, cerca de la frontera con Nebraska. Su padre, James Hageman, fue miembro de la Cámara de Representantes de Wyoming. Siendo la cuarta generación en el estado; su bisabuelo se mudó al entonces territorio de Wyoming desde Texas en 1878.
Después de graduarse de la escuela secundaria Fort Laramie, obtuvo una licenciatura en Administración de Empresas en la Universidad de Wyoming y un doctorado en Derecho en la Facultad de derecho de la Universidad de Wyoming.

### Carrera
Se desempeñó como asistente legal del juez James E. Barrett de la Corte de Apelaciones del Décimo Circuito de los Estados Unidos. En 1997, representó a Wyoming en Nebraska vs. Wyoming, una disputa sobre la gestión del río North Platte. Durante el caso, abogó contra la regla sin caminos del Servicio Forestal de los Estados Unidos. Durante las primarias presidenciales del Partido Republicano de 2016, apoyó al senador Ted Cruz y criticó a Donald Trump.
Fue candidata en las elecciones para gobernador de Wyoming de 2018, ocupando el tercer lugar después del administrador de inversiones Foster Friess y el eventual ganador, el tesorero estatal Mark Gordon. Fue miembro del Comité Nacional Republicano de Wyoming entre 2020 y 2021.

### Cámara de Representantes de Estados Unidos

#### Elecciones de 2022
El 9 de septiembre de 2021, anunció su candidatura para el  distrito congresional at-large de Wyoming, desafiando a la titular Liz Cheney por la nominación republicana en las elecciones de 2022. En su anuncio de campaña, afirmó que Cheney ya no representaba a la gente de Wyoming debido a su oposición a los esfuerzos de Trump por anular las elecciones de 2020. Al señalar que Trump había ganado a Wyoming por mayorías aplastantes en sus dos campañas, Hageman dijo que al oponerse a Trump, Cheney «traicionó a Wyoming, traicionó a este país y me traicionó a mí». Lanzó formalmente su campaña en un hotel en Cheyenne más tarde ese día, diciendo que Wyoming necesitaba a alguien en el Congreso «que represente los valores conservadores de Wyoming» y que tuviera «los mejores intereses de Wyoming en el corazón». También afirmó que el impulso de Cheney para «destruir al presidente Trump» la hizo ineficaz en Washington. Otros dos retadores principales se retiraron y apoyaron a Hageman. Rápidamente recibió el respaldo del expresidente Trump, quien había entrevistado personalmente a varios posibles rivales de Cheney en las primarias.
Hageman y Cheney habían sido aliadas políticas cercanas durante varios años. Hageman había sido asesora de la breve campaña para el Senado de Cheney en 2014, y había presentado a Cheney en un mitin durante la primera candidatura de Cheney al Congreso en 2016. Sin embargo, según Hageman, la relación se enfrió cuando Cheney criticó a Trump por no actuar sobre las afirmaciones de que Rusia ofrecía recompensas por las tropas estadounidenses en Afganistán y se enfrió aún más cuando Cheney pidió a Trump que reconociera que había perdido las elecciones de 2020. Afirmó que cuando Cheney la llamó para decirle que cualquier afirmación sobre irregularidades en las elecciones de 2020 era falsa, «ese fue probablemente el final de nuestra relación». Agregó que si hubiera sabido que Cheney habría votado para acusar a Trump, «nunca habría respondido a la primera llamada telefónica [de Cheney]» en 2016. Luego afirmó que Cheney y otros la habían engañado para que se opusiera a Trump, pero descartó su oposición anterior a Trump como «historia antigua». En una declaración a The New York Times, elogió a Trump como «el mejor presidente de mi vida».
Además de Trump, Hageman fue respaldada por muchos otros republicanos prominentes, incluido el líder de la minoría de la Cámara de Representantes, Kevin McCarthy. También recibió apoyo de campaña de varios miembros del personal de la administración Trump, incluidos Bill Stepien, Justin R. Clark y Tim Murtaugh. En enero de 2022, se informó que la campaña de Hageman había recaudado un millón de dólares, frente a los 4,5 millones de Cheney.
Hageman obtuvo una gran ventaja en las encuestas de opinión. Una encuesta de la Universidad de Wyoming realizada una semana antes de las primarias mostró a Hageman con una ventaja de 29 puntos sobre Cheney. Derrotó a Cheney de forma aplastante, ganando el 66,3 % de los votos, frente al 28,9 puntos de Cheney.
En las elecciones generales, se enfrentó a la candidata demócrata y activista nativa americana Lynnette Gray Bull, quien fue la oponente de Cheney en 2020. Sin embargo, Hageman fue abrumadoramente favorecida en noviembre.

### Vida personal
Hageman está casada con el abogado John Sundahl, radicado en Cheyenne, quien está acusado de negligencia profesional.